# 渡邊武
渡邊武（日语：／ Watanabe Takeshi，1906年2月15日—2010年8月23日）是一位日本官僚，亞洲開發銀行（ADB）的首位總裁。他被認為是亞行的“父親”。

## 生平
出生于日本東京都，於2010年8月23日在東京都去世，享年104歲。

## 關連著書
- （日本經濟新聞社）
- （東洋經濟新報社 1983年）
- （新版中公文庫 1999年）